# Luxemburg i olympiska sommarspelen 2012
Luxemburg deltog i de olympiska sommarspelen 2012 som ägde rum i London i Storbritannien mellan den 27 juli och den 12 augusti 2012.

## Bordtennis
Damer
| Spelare     | Gren   | Inledande omgång     | Runda 1              | Runda 2              | Runda 3              | Runda 4              | Kvartsfinal          | Semifinal            | Final                | Final            |
| Spelare     | Gren   | Motståndare Resultat | Motståndare Resultat | Motståndare Resultat | Motståndare Resultat | Motståndare Resultat | Motståndare Resultat | Motståndare Resultat | Motståndare Resultat | Placering        |
| ----------- | ------ | -------------------- | -------------------- | -------------------- | -------------------- | -------------------- | -------------------- | -------------------- | -------------------- | ---------------- |
| Ni Xia Lian | Singel | BYE                  | BYE                  | Hsing (USA) L 2–4    | Gick inte vidare     | Gick inte vidare     | Gick inte vidare     | Gick inte vidare     | Gick inte vidare     | Gick inte vidare |

## Bågskytte
Herrar
| Bågskytt      | Gren                   | Ranking-runda | Ranking-runda | 32-delsfinal                 | Sextondelsfinal   | Åttondelsfinal    | Kvartsfinal       | Semifinal         | Final             | Final            |
| Bågskytt      | Gren                   | Poäng         | Seedning      | Motståndare Poäng            | Motståndare Poäng | Motståndare Poäng | Motståndare Poäng | Motståndare Poäng | Motståndare Poäng | Placering        |
| ------------- | ---------------------- | ------------- | ------------- | ---------------------------- | ----------------- | ----------------- | ----------------- | ----------------- | ----------------- | ---------------- |
| Jeff Henckels | Herrarnas individuella | 654           | 49            | van der Ven (NED) (16) L 2–6 | Gick inte vidare  | Gick inte vidare  | Gick inte vidare  | Gick inte vidare  | Gick inte vidare  | Gick inte vidare |

## Cykling

### Landsväg
| Cyklist           | Gren                | Tid     | Placering |
| ----------------- | ------------------- | ------- | --------- |
| Laurent Didier    | Herrarnas linjelopp | 5:46:37 | 64        |
| Christine Majerus | Damernas linjelopp  | 3:35:56 | 21        |

## Judo
Damer
| Idrottare    | Gren                   | Sextondelsfinal              | Åttondelsfinal           | Kvartsfinal              | Semifinal            | Återkval                   | Bronsmatch                  | Final                | Final     |
| Idrottare    | Gren                   | Motståndare Resultat         | Motståndare Resultat     | Motståndare Resultat     | Motståndare Resultat | Motståndare Resultat       | Motståndare Resultat        | Motståndare Resultat | Placering |
| ------------ | ---------------------- | ---------------------------- | ------------------------ | ------------------------ | -------------------- | -------------------------- | --------------------------- | -------------------- | --------- |
| Marie Müller | Halv lättvikt (-52 kg) | Carrascosa (ESP) W 0201–0000 | García (DOM) W 1011–0002 | Bermoy (CUB) L 0002–0011 | Gick inte vidare     | Legentil (MRI) W 0101–0002 | Forciniti (ITA) L 0001–0000 | Gick inte vidare     | 5         |

## Tennis
| Spelare       | Gren       | Omgång 1               | Omgång 2                                | Åttondelsfinaler  | Kvartsfinaler     | Semifinaler       | Final / BM        | Final / BM       |
| Spelare       | Gren       | Motståndare Poäng      | Motståndare Poäng                       | Motståndare Poäng | Motståndare Poäng | Motståndare Poäng | Motståndare Poäng | Placering        |
| ------------- | ---------- | ---------------------- | --------------------------------------- | ----------------- | ----------------- | ----------------- | ----------------- | ---------------- |
| Gilles Müller | Herrsingel | Ungur (ROU) W 6–3, 6–3 | Istomin (UZB) L 7–6(7–4), 6–7(3–7), 5–7 | Gick inte vidare  | Gick inte vidare  | Gick inte vidare  | Gick inte vidare  | Gick inte vidare |